# Markus Böker
Markus Böker (* 2. Februar 1966 in München) ist ein deutscher Film-, Fernseh- und Theaterschauspieler.

## Leben
Böker studierte an der Hochschule der Künste Berlin. Danach spielte er in verschiedenen Theaterproduktionen an Münchner Off-Theatern, so etwa 1999 in einer Inszenierung von Mark Ravenhills Shoppen und Ficken den Stricher Gary. Kurz darauf erhielt er Fernsehrollen in Serien wie Der Bulle von Tölz und Sinan Toprak ist der Unbestechliche und kleinere Auftritte in TV-Filmen. Ab 2002 war er als Kriminalhauptkommissar Ulrich Satori einer der beiden Hauptdarsteller der ZDF-Serie Die Rosenheim-Cops. Nach 54 Folgen und 2 Spielfilmen der Serie stieg er Ende 2004 aus, einen Gastauftritt hatte er noch in Folge 63. Seitdem war er unter anderem in Hans Steinbichlers Kinofilm Autistic Disco, als Bauer in Hunde im Einsatz, als Protagonist im ARD-Film Die Versöhnung und in vielen anderen Film- und Fernsehproduktionen zu sehen. Böker war von 2009 bis 2010 in der Serie Forsthaus Falkenau in der Rolle des Max Bachhofer zu sehen. Im Herbst 2017 ist er als Ministerpräsident Reitmeier in der Kino-Komödie Austreten zu sehen.
Neben der Schauspielerei ist Markus Böker seit 2005 Schlagzeuger der Münchner Bands Monostars und war von 2016 bis 2021 Schlagzeuger der Rockcover-Band Timerunner.
Im Herbst 2020 gehörte er zu den Erstunterzeichnern des Appell für freie Debattenräume.

## Filmografie
- 2000: Der Bulle von Tölz: www.mord.de
- 2001: Sinan Toprak ist der Unbestechliche
- 2002–2004: Samt und Seide (21 Folgen)
- 2002–2005: Die Rosenheim-Cops (56 Folgen)
- 2006: Rosamunde Pilcher – Sommer des Erwachens
- 2007: Unser Charly (Fernsehserie, 1 Folge)
- 2007: Autistic Disco
- 2008: Die Versöhnung
- 2009: In aller Freundschaft (Fernsehserie, 1 Folge)
- 2009–2010: Forsthaus Falkenau (26 Folgen)
- 2009: Die Bergretter – Jetzt oder nie
- 2011: Polizeiruf 110 – Denn sie wissen nicht, was sie tun
- 2013: SOKO Kitzbühel (Fernsehserie, 1 Folge)
- 2013: München 7(Fernsehserie, 1 Folge)
- 2013: Chiemgauer Volkstheater – Spekulanten-Quartett
- 2013: Polizeiruf 110: Der Tod macht Engel aus uns allen
- 2013: Die Chefin (Fernsehserie, 1 Folge)
- 2013: Akte Ex: Auf Entzug
- 2014: Hinterdupfing
- 2014: Hubert und Staller (Fernsehserie, 1 Folge)
- 2014: Landauer – Der Präsident
- 2015: SOKO Donau (Fernsehserie, 1 Folge)
- 2015: Aktenzeichen XY … ungelöst
- 2015: Fack ju Göhte 2
- 2016: In aller Freundschaft (Fernsehserie, 1 Folge)
- 2016: Sturm der Liebe
- 2016: Der Alte (Fernsehserie, 1 Folge)
- 2016: SOKO München
- 2017: Austreten
- 2017: Aktenzeichen XY … ungelöst
- 2018: Inga Lindström: Lilith und die Sache mit den Männern
- 2018: SOKO Donau (Fernsehserie, 1 Folge)
- 2021: Hannes